# Secoiridoide

Secologanina, il composto progenitore dei secoiridoidi

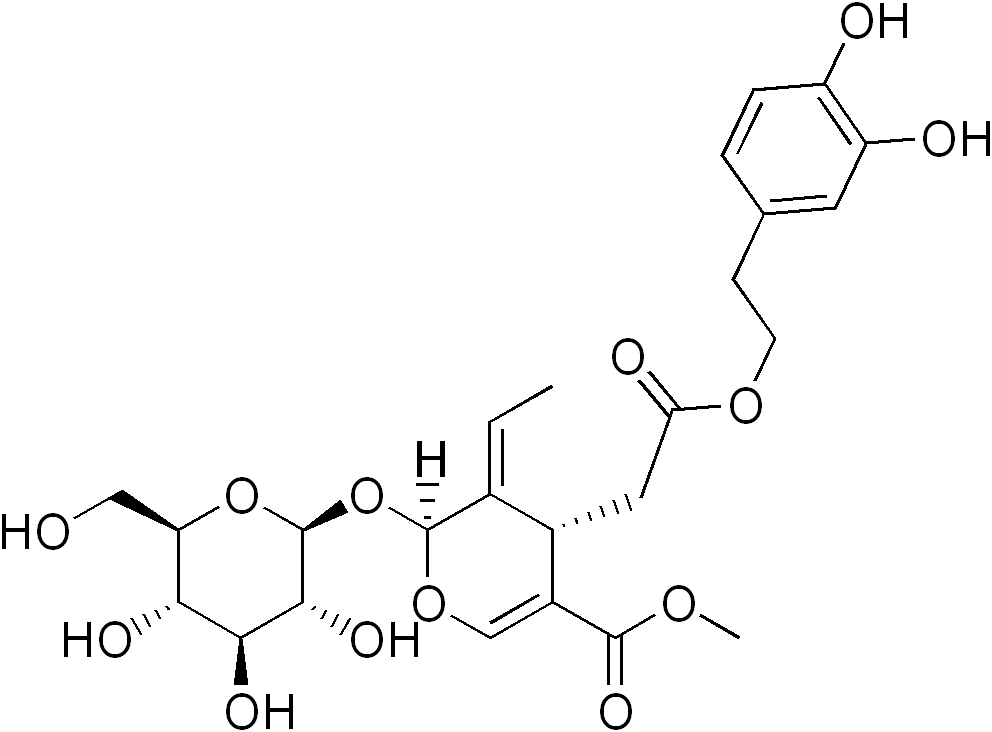
Oleuropeina, un secoiridoide glicosilato

I secoiridoidi sono forme speciali di iridoidi. Differiscono in una scissione dell'anello ciclopentano, che li lascia solo con un anello eterociclico a sei membri. La scissione può essere utilizzata per un'ulteriore sintesi, in modo da formare due anelli a sei membri. Il composto originario dei secoiridoidi è la secologanina, che è una chiave composta nella biosintesi della maggior parte degli alcaloidi indolici, la porcellana, ipecacuanha e alcaloidi pyrroloquinoline così come semplici alcaloidi monoterpeni.
| Nome comune                     | Formula molecolare | Massa molare relativa (Mr) | Punto di fusione | Angolo di rotazione specifico [α]D in °·ml·dm−1·g−1 (solvente) | numero CAS |
| ------------------------------- | ------------------ | -------------------------- | ---------------- | -------------------------------------------------------------- | ---------- |
| Secologanina (loniceroside)     | C 17 H 24 O 10     | 388.37                     | amorfo           | −105 (metanolo)                                                | 19351-63-4 |
| Acido secologanico              | C 16 H 22 O 10     | 374.34                     | amorfo           |                                                                | 60077-46-5 |
| Vogeloside                      | C 17 H 24 O 10     | 388.37                     | amorfo           |                                                                | 60077-46-6 |
| Sveroside                       | C 16 H 22 O 9      | 358,35                     | amorfo           | −236 (acqua)                                                   | 14215-86-2 |
| Swertiamarine (Swertiamaroside) | C 16 H 22 O 10     | 374.34                     | 113-114 °C       | -127 (etanolo)                                                 | 17388-39-5 |
| Eustomoside                     | DO 16 H 22 O 11    | 390.34                     | amorfo           | −123 (metanolo)                                                | 74213-75-5 |
| Eustomorusside                  | C 16 H 24 O 12     | 408.36                     | amorfo           | -73 (metanolo)                                                 | 74213-77-7 |
| Secossiloganina                 | C 17 H 24 O 11     | 404.37                     |                  |                                                                | 58822-47-2 |